# Zorzines ambigua
Zorzines ambigua là một loài bướm đêm trong họ Noctuidae.